# Полосина, Надежда Николаевна
Надежда Николаевна Полосина (род. 26 октября 1946) — историк-музеевед. Заслуженный работник культуры Российской Федерации (1996).

## Биография
Окончила Исторический факультет МГУ (1970). Научный сотрудник, заведующая сектором Музея революции СССР. Создатель и первый директор государственного музея детских театров (1981—2002), Заслуженный работник культуры Российской Федерации (1996).